# Порпетта, Антонио
Анто́нио Порпетта (исп. Antonio Porpetta; 14 февраля 1936, Эльда — 25 июля 2023, Мадрид) — испанский поэт, писатель.

## Биография
Получил диплом специалиста права, защитил диссертацию о писателе Габриэле Миро на степень доктора в области информации (факультет испанской филологии) мадридского Университета Комплутесе с наивысшей оценкой. Получил диплом от Высшего совета научных исследований Испании (исп. Consejo Superior de Investigaciones Científicas‎; CSIC) в области генеалогии, геральдики и родословных. Член-корреспондент Северо-Американской (со штаб-квартирой в Нью-Йорке) и Гватемальской Академий испанского языка, а также мексиканского Общества географии и статистики.
Женат на поэтессе Лусмарии Хименес Фаро (исп. Luzmaría Jiménez Faro‎), супруги живут в Мадриде.

## Литературная деятельность
Свою первую книгу стихов опубликовал в 1978 году в Мадриде. Выпустил 16 стихотворных сборников, некоторые из них вышли со вступительными статьями известных поэтов и критиков, таких, как Хосе Йерро, Леопольдо де Луис (исп. Leopoldo de Luis‎), Флоренсио Мартинес Руис (исп. Florencio Martínez Ruiz‎), сальвадорец Давид Эскобар Галиндо (исп. David Escobar Galindo‎) и другие. Издано две антологии его поэзии. Стихи Порпетта включены в антологии испанской поэзии, о нём написаны статьи в литературных словарях и энциклопедиях. Его поэзия переводилась на иностранные языки.
Автор эссе о жизни и творчестве Каролины Коронадо; 1983) и трёх эссе о Габриэле Миро (1996, 2004, 2008), а также «Истории Ассоциации испанских писателей и художников» (Historia de Asociación de Escritores y Artistas Españoles; 1986). Также издал несколько книг рассказов и юмористическое руководство для туристов. Пишет статьи в периодические издания разных стран.

## Публикации на русском языке
- Клавикорд перед зеркалом. / пер. Павла Грушко. — М.: Глобус, 1998.
- Поэтическая библиотечка «Яснополянских писательских встреч», 1999, 64 стр., 500 экз. Авторы — четыре современных испанских поэта в Ясной Поляне: Рикардо Бельвесер (исп. Ricardo Bellveser‎), Педро Х. Де ла Пенья (исп. Pedro Jesús de la Peña‎), Антонио Порпетта, Мануэль Кирога Клериго.

## Премии и награды
С 1984 года значительную часть своей публичной деятельности Порпетта посвящает выступлениям в университетах и учреждениях культуры различных стран в качестве лектора, чтеца стихов, руководителя семинаров для начинающих поэтов, а также популяризатора испанской литературы. В этом качестве он заслужил международное признание. Так, в 1999 году он получил «Золотой ключ» от города Смедерево за распространение своей поэзии в Сербии; Почётный знак от управления Манхэттена за длительную академическую и литературную работу с испаноязычным сообществом Нью-Йорка (Teachers College / Columbia University) в 2003 году и другие награды от научных испанских сообществ в США; почётный диплом от фонда поэтов Сальвадора (2005), почётную грамоту от пуэрто-риканской Ассоциации писателей (Нью-Йорк, 2000).
Среди прочих премий, Антонио Порпетта — Лауреат премии Королевская академия испанского языка Королевской академии испанского языка (1987), премии имени Хосе Йерро (1996), поэтической премии г. Валенсии (1999) и премии за эссе на испанском языке от г. Валенсии (2003), а также премию за эссе от валенсийской литературной критики (1996) и от неё же — за поэзию (2001). В 1987 году был награждён серебряной медалью Ассоциации испанских писателей и художников.
В 1992 году, по единогласному решению муниципального совета его родного города Эльды, имя Антонио Порпетта присвоено местному центру образования для взрослых, а в 2010 году, также по единодушному решению совета, его именем названа площадь города.